# Heraion di Argo
Lo Heraion di Argo era un tempio dedicato ad Era che si trovava nell'Argolide.

## Storia

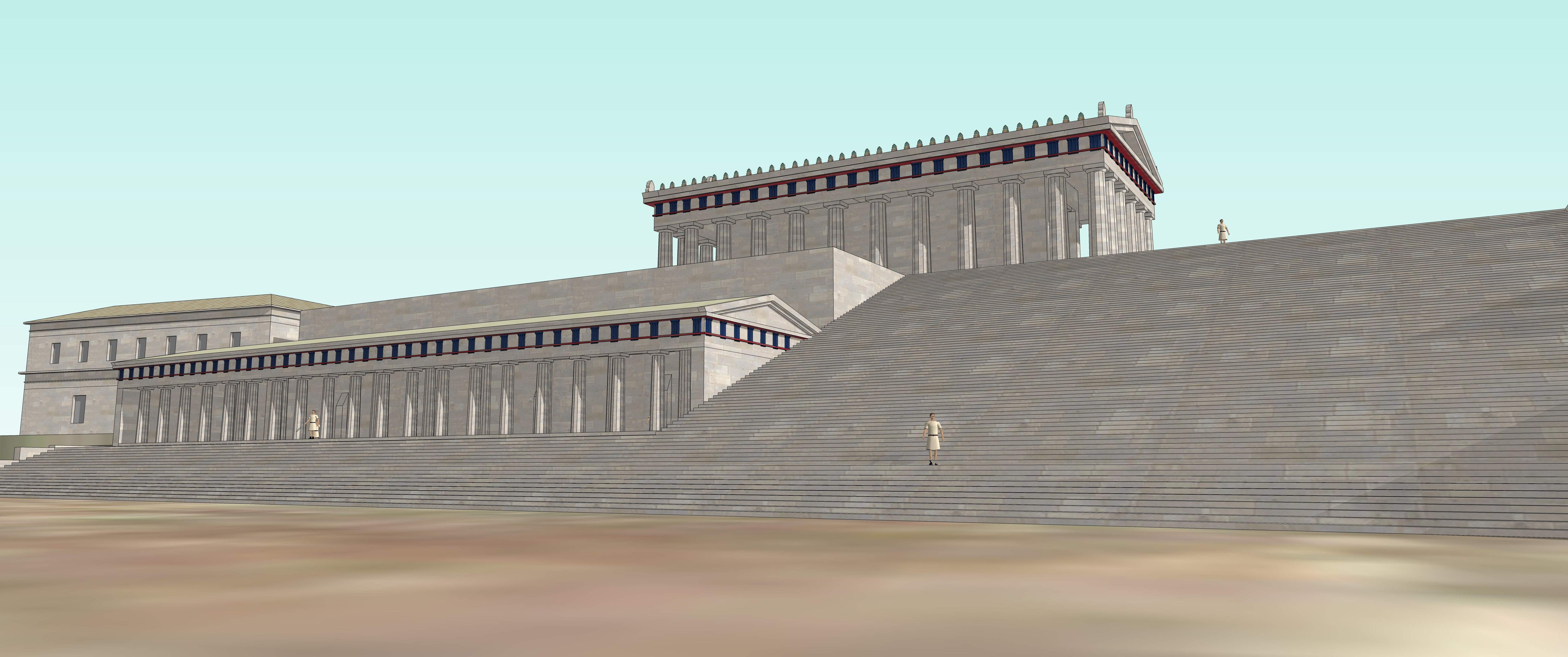
Ricostruzione dell'Heraion

La dea, come si può leggere anche nel IV libro dell'Iliade, era la protettrice della città di Argo e il sito, che si trova fra le antiche città di Micene ed Argo, potrebbe rappresentare il primo segno dell'introduzione del culto della dea nella Grecia continentale. Pausania, che visitò questa regione nel II secolo d.C., si riferì al tempio col nome di Prosymna.

## Il sito

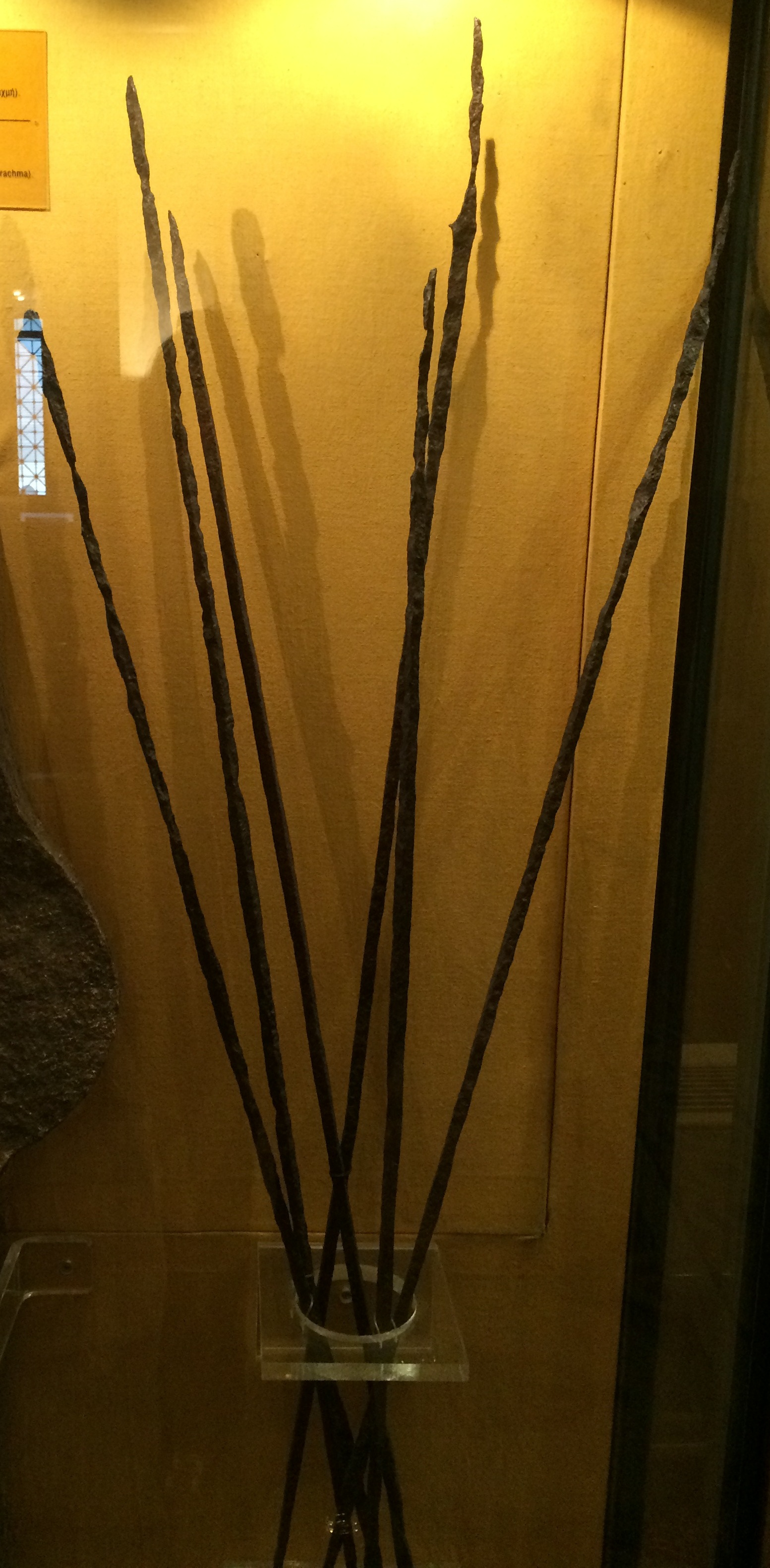
Una dracma (manciata) di sei oboli (spiedi di ferro) rinvenuta nell'heraion (oggi al Museo numismatico di Atene)

L'edificio, costituito da uno spazio interno a pianta rettangolare e coperto da un tetto a due falde, presenta sul fronte una finestra per l'illuminazione dell'interno ed un porticato sostenuto da due colonne.
Il temenos occupa tre livelli terrazzati artificialmente. Il Vecchio tempio, distrutto da un incendio nel 423 a.C., ed un altare costruito all'aperto occupano la terrazza superiore. Nel secondo livello si trova il Nuovo tempio, costruito dopo l'incendio da Eupolemo di Argo, in cui si trovava la famosa statua crisoelefantina di Era che la letteratura antica attribuisce a Policleto; su questo livello si trovavano anche altre strutture, fra cui il primo esempio di edificio dotato di un peristilio aperto, a sua volta circondato da una stoà dotata di colonne. La terrazza inferiore presenta le rovine di un'antica stoà.
Un cimitero di epoca micenea venne portato alla luce dall'archeologo Carl Blegen nei pressi dell'heraion, mentre in epoca romana qui vennero costruiti dei bagni ed una palestra.
Secondo una leggenda riportata da Ditti Cretese, nell'Heraion di Argo venne deciso che sarebbe stato Agamennone a guidare la guerra contro Troia. Di fatto sul luogo sono stati ritrovati resti archeologici che datano al periodo in cui l'Iliade venne composta (quindi è possibile che l'autore dell'Iliade conoscesse il tempio), mentre non è detto che il tempio esistesse all'epoca storica della guerra di Troia che risale a qualche secolo prima, anche se intorno al sito sono stati ritrovati reperti risalenti ad un'epoca ancora precedente.
Il sito venne riscoperto per la prima volta nel 1831 da un archeologo inglese, T. Gordon, che iniziò i primi scavi cinque anni più tardi. Nel 1874 vennero condotte brevi ispezioni da parte di Heinrich Schliemann, dopodiché iniziarono gli studi dell'archeologia moderna. Charles Waldstein scoprì un gruppo di pezzi di ferro oboloi, tutti dello stesso peso e lunghezza: si trattava probabilmente degli standard delle unità di peso e misura, da cui derivò il significato dell'obolo, che valeva un sesto della dracma.

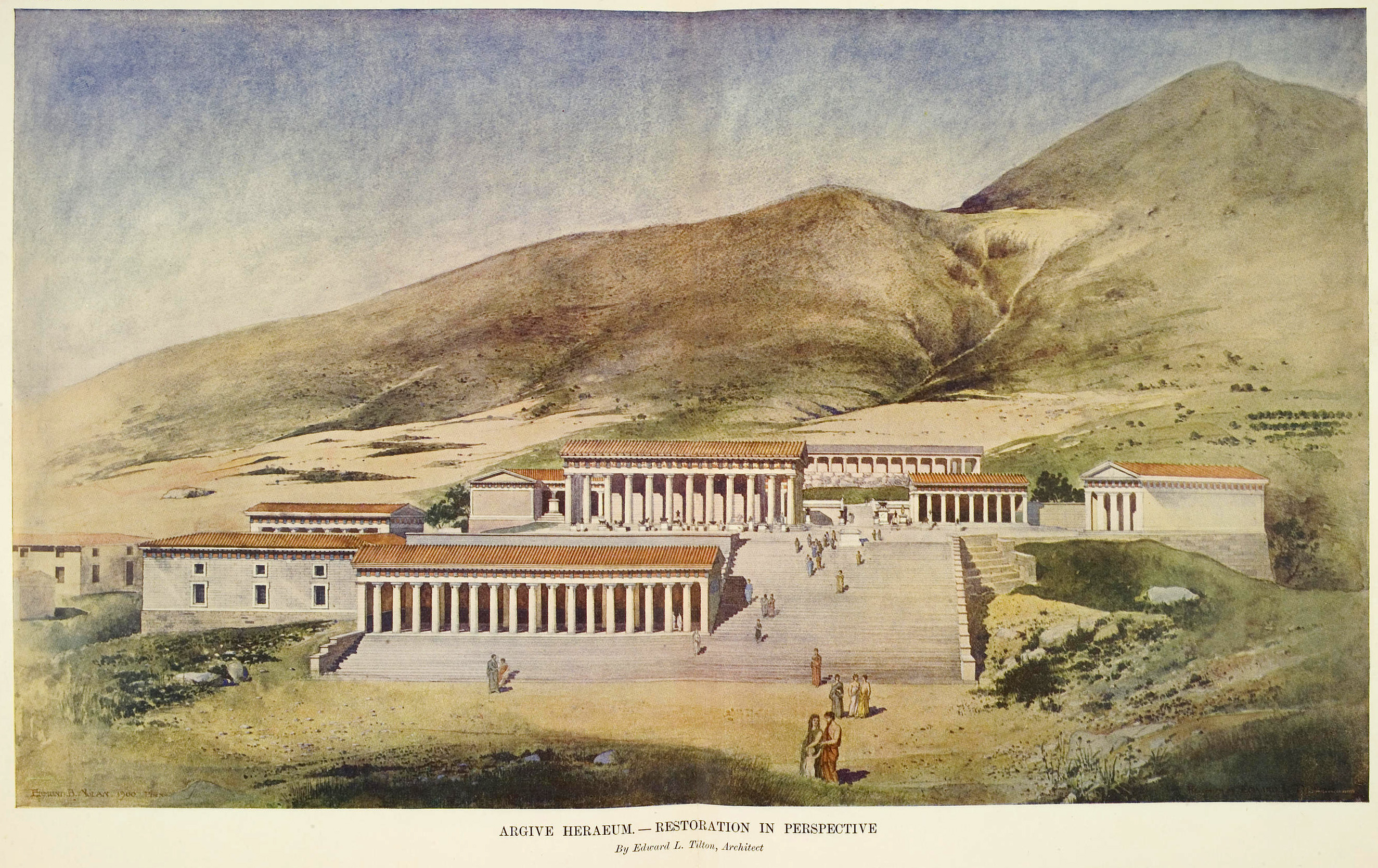
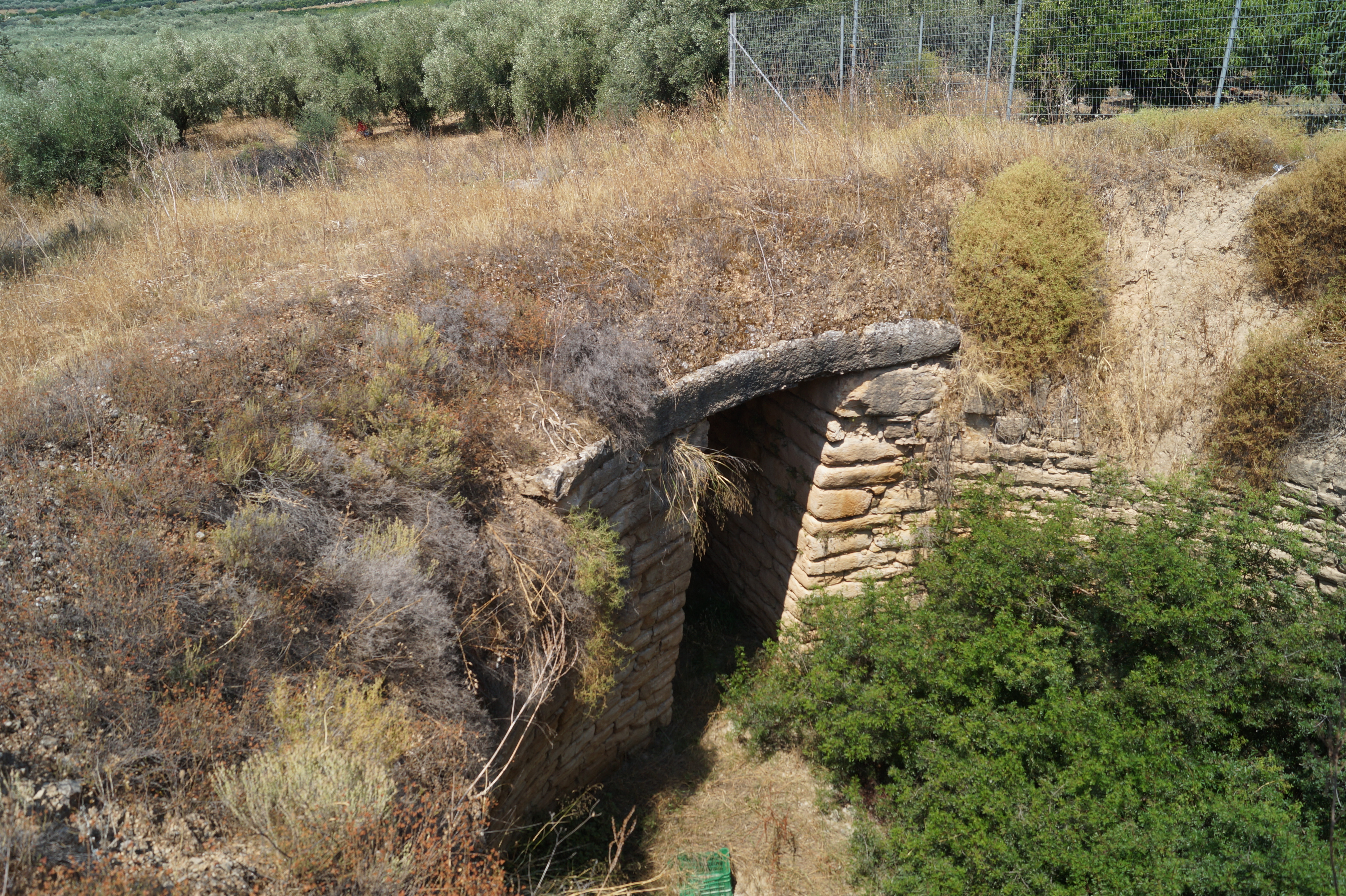
Tholos
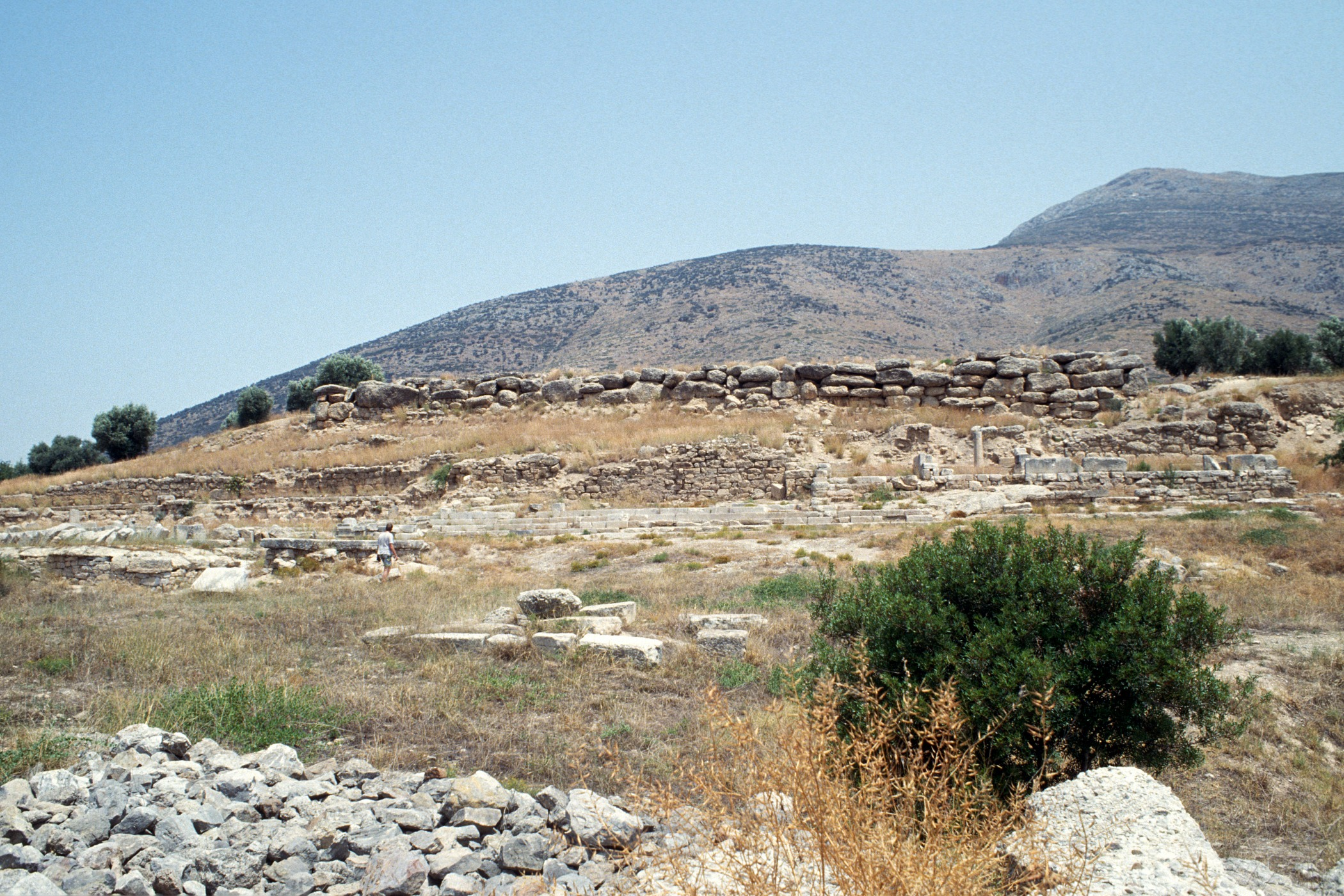